# SSR1
SSR1 (англ. Signal sequence receptor subunit 1) – білок, який кодується однойменним геном, розташованим у людей на короткому плечі 6-ї хромосоми. Довжина поліпептидного ланцюга білка становить 286 амінокислот, а молекулярна маса — 32 235.
| 10         |  | 20         |  | 30         |  | 40         |  | 50         |
| ---------- |  | ---------- |  | ---------- |  | ---------- |  | ---------- |
| MRLLPRLLLL |  | LLLVFPATVL |  | FRGGPRGLLA |  | VAQDLTEDEE |  | TVEDSIIEDE |
| DDEAEVEEDE |  | PTDLVEDKEE |  | EDVSGEPEAS |  | PSADTTILFV |  | KGEDFPANNI |
| VKFLVGFTNK |  | GTEDFIVESL |  | DASFRYPQDY |  | QFYIQNFTAL |  | PLNTVVPPQR |
| QATFEYSFIP |  | AEPMGGRPFG |  | LVINLNYKDL |  | NGNVFQDAVF |  | NQTVTVIERE |
| DGLDGETIFM |  | YMFLAGLGLL |  | VIVGLHQLLE |  | SRKRKRPIQK |  | VEMGTSSQND |
| VDMSWIPQET |  | LNQINKASPR |  | RLPRKRAQKR |  | SVGSDE     |  |            |

A: Аланін

D: Аспарагінова кислота

E: Глутамінова кислота

F: Фенілаланін

G: Гліцин

H: Гістидин

I: Ізолейцин

K: Лізин

L: Лейцин

M: Метіонін

N: Аспарагін

P: Пролін

Q: Глутамін

R: Аргінін

S: Серин

T: Треонін

V: Валін

W: Триптофан

Кодований геном білок за функцією належить до фосфопротеїнів. 
Задіяний у такому біологічному процесі, як альтернативний сплайсинг. 
Білок має сайт для зв'язування з іоном кальцію. 
Локалізований у мембрані, ендоплазматичному ретикулумі.